# Giro d’Italia 2021/7. Etappe
Die 7. Etappe des Giro d’Italia 2021 führte am 14. Mai 2021 über 181 Kilometer von Notaresco nach Termoli.
Im Massensprint des Feldes gewann Caleb Ewan (Lotto Soudal) seine zweite Etappe vor Davide Cimolai (Israel Start-Up Nation). Attila Valter (Groupama-FDJ) verteidigte seine Maglia Rosa. Ewan übernahm das Maglia Ciclamino des Punktbesten.
Zum Rennstart bildete sich die Spitzengruppe des Tages mit Simon Pellaud (Androni Giocattoli), Mark Christian (Eolo Kometa) und Umberto Marengo (Bardiani-CSF), die einen Maximalvorsprung von ca. 5:10 Minuten erarbeitete und 17 Kilometer vor dem Ziel eingeholt wurde. Pellaud gewann die einzige Bergwertung des Tages und Marengo beide Zwischensprints. Im Etappenfinale versuchte sich Francesco Gavazzi (Eolo-Kometa) mit Daniel Oss (Bora-hansgrohe) am Hinterrad an einer 12-prozentigen Rampe 1.500 Meter vor dem Ziel abzusetzen, bevor Fernando Gaviria (UAE Team Emirates) 400 Meter vor dem Ziel einen langen Sprint eröffnete.
Aufgrund der Folgen seines Sturzes vom Vortag nahm Domenico Pozzovivo (Team Qhubeka Assos) das Rennen nicht auf.

## Ergebnis
| \| Etappenergebnis \| Etappenergebnis \| Etappenergebnis \| Etappenergebnis \| Etappenergebnis \| \| Fahrer \| Fahrer \| Land \| Team \| Zeit \| \| --------------- \| ----------------- \| --------------- \| ---------------------------------- \| --------------- \| \| 1. \| Caleb Ewan \| Australien \| Lotto-Soudal \| 4 h 42 min 12 s \| \| 2. \| Davide Cimolai \| Italien \| Israel Start-Up Nation \| + 0 s \| \| 3. \| Tim Merlier \| Belgien \| Alpecin-Fenix \| + 0 s \| \| 4. \| Matteo Moschetti \| Italien \| Trek-Segafredo \| + 0 s \| \| 5. \| Andrea Pasqualon \| Italien \| Intermarché-Wanty-Gobert Matériaux \| + 0 s \| \| 6. \| Fernando Gaviria \| Kolumbien \| UAE Team Emirates \| + 0 s \| \| 7. \| Dylan Groenewegen \| Niederlande \| Jumbo-Visma \| + 0 s \| \| 8. \| Max Kanter \| Deutschland \| Team DSM \| + 0 s \| \| 9. \| Filippo Fiorelli \| Italien \| Bardiani CSF Faizanè \| + 0 s \| \| 10. \| Sebastián Molano \| Kolumbien \| UAE Team Emirates \| + 0 s \| |                   |             |                                    |                 |
| |                   |             |                                    |                 |
| Quelle: ProCyclingStats |                   |             |                                    |                 |
| Etappenergebnis |                   |             |                                    |                 |
| Fahrer | Fahrer            | Land        | Team                               | Zeit            |
| 1. | Caleb Ewan        | Australien  | Lotto-Soudal                       | 4 h 42 min 12 s |
| 2. | Davide Cimolai    | Italien     | Israel Start-Up Nation             | + 0 s           |
| 3. | Tim Merlier       | Belgien     | Alpecin-Fenix                      | + 0 s           |
| 4. | Matteo Moschetti  | Italien     | Trek-Segafredo                     | + 0 s           |
| 5. | Andrea Pasqualon  | Italien     | Intermarché-Wanty-Gobert Matériaux | + 0 s           |
| 6. | Fernando Gaviria  | Kolumbien   | UAE Team Emirates                  | + 0 s           |
| 7. | Dylan Groenewegen | Niederlande | Jumbo-Visma                        | + 0 s           |
| 8. | Max Kanter        | Deutschland | Team DSM                           | + 0 s           |
| 9. | Filippo Fiorelli  | Italien     | Bardiani CSF Faizanè               | + 0 s           |
| 10. | Sebastián Molano  | Kolumbien   | UAE Team Emirates                  | + 0 s           |

## Gesamtstände
| \| Gesamtwertung \| Gesamtwertung \| Gesamtwertung \| Gesamtwertung \| Gesamtwertung \| \| Fahrer \| Fahrer \| Land \| Team \| Zeit \| \| ------------- \| ----------------- \| ---------------------- \| ---------------------- \| ---------------- \| \| 1. \| Attila Valter \| Ungarn \| Groupama-FDJ \| 26 h 59 min 18 s \| \| 2. \| Remco Evenepoel \| Belgien \| Deceuninck-Quick Step \| + 11 s \| \| 3. \| Egan Bernal \| Kolumbien \| Ineos Grenadiers \| + 16 s \| \| 4. \| Alexander Wlassow \| Russland \| Astana-Premier Tech \| + 24 s \| \| 5. \| Louis Vervaeke \| Belgien \| Alpecin-Fenix \| + 25 s \| \| 6. \| Hugh Carthy \| Vereinigtes Königreich \| EF Education-Nippo \| + 38 s \| \| 7. \| Damiano Caruso \| Italien \| Bahrain Victorious \| + 39 s \| \| 8. \| Giulio Ciccone \| Italien \| Trek-Segafredo \| + 41 s \| \| 9. \| Daniel Martin \| Irland \| Israel Start-Up Nation \| + 47 s \| \| 10. \| Simon Yates \| Vereinigtes Königreich \| BikeExchange \| + 49 s \| |                   |                        |                        |                  |
| |                   |                        |                        |                  |
| Quelle: ProCyclingStats |                   |                        |                        |                  |
| Gesamtwertung |                   |                        |                        |                  |
| Fahrer | Fahrer            | Land                   | Team                   | Zeit             |
| 1. | Attila Valter     | Ungarn                 | Groupama-FDJ           | 26 h 59 min 18 s |
| 2. | Remco Evenepoel   | Belgien                | Deceuninck-Quick Step  | + 11 s           |
| 3. | Egan Bernal       | Kolumbien              | Ineos Grenadiers       | + 16 s           |
| 4. | Alexander Wlassow | Russland               | Astana-Premier Tech    | + 24 s           |
| 5. | Louis Vervaeke    | Belgien                | Alpecin-Fenix          | + 25 s           |
| 6. | Hugh Carthy       | Vereinigtes Königreich | EF Education-Nippo     | + 38 s           |
| 7. | Damiano Caruso    | Italien                | Bahrain Victorious     | + 39 s           |
| 8. | Giulio Ciccone    | Italien                | Trek-Segafredo         | + 41 s           |
| 9. | Daniel Martin     | Irland                 | Israel Start-Up Nation | + 47 s           |
| 10. | Simon Yates       | Vereinigtes Königreich | BikeExchange           | + 49 s           |

| Punktewertung | Punktewertung    | Punktewertung | Punktewertung               | Punktewertung |
| Fahrer        | Fahrer           | Land          | Team                        | Punkte        |
| ------------- | ---------------- | ------------- | --------------------------- | ------------- |
| 1.            | Caleb Ewan       | Australien    | Lotto-Soudal                | 106 P.        |
| 2.            | Tim Merlier      | Belgien       | Alpecin-Fenix               | 83 P.         |
| 3.            | Giacomo Nizzolo  | Italien       | Qhubeka Assos               | 76 P.         |
| 4.            | Elia Viviani     | Italien       | Cofidis                     | 69 P.         |
| 5.            | Davide Cimolai   | Italien       | Israel Start-Up Nation      | 66 P.         |
| 6.            | Peter Sagan      | Slowakei      | Bora-Hansgrohe              | 57 P.         |
| 7.            | Fernando Gaviria | Kolumbien     | UAE Team Emirates           | 42 P.         |
| 8.            | Matteo Moschetti | Italien       | Trek-Segafredo              | 42 P.         |
| 9.            | Filippo Tagliani | Italien       | Androni Giocattoli-Sidermec | 39 P.         |
| 10.           | Filippo Fiorelli | Italien       | Bardiani CSF Faizanè        | 39 P.         |

| Bergwertung | Bergwertung          | Bergwertung | Bergwertung                        | Bergwertung |
| Fahrer      | Fahrer               | Land        | Team                               | Punkte      |
| ----------- | -------------------- | ----------- | ---------------------------------- | ----------- |
| 1.          | Gino Mäder           | Schweiz     | Bahrain Victorious                 | 26 P.       |
| 2.          | Geoffrey Bouchard    | Frankreich  | AG2R Citroën Team                  | 18 P.       |
| 3.          | Vincenzo Albanese    | Italien     | Eolo-Kometa                        | 16 P.       |
| 4.          | Rein Taaramäe        | Estland     | Intermarché-Wanty-Gobert Matériaux | 13 P.       |
| 5.          | Matej Mohorič        | Slowenien   | Bahrain Victorious                 | 10 P.       |
| 6.          | Alessandro De Marchi | Italien     | Israel Start-Up Nation             | 10 P.       |
| 7.          | Francesco Gavazzi    | Italien     | Eolo-Kometa                        | 9 P.        |
| 8.          | Simon Pellaud        | Schweiz     | Androni Giocattoli-Sidermec        | 9 P.        |
| 9.          | Egan Bernal          | Kolumbien   | Ineos Grenadiers                   | 8 P.        |
| 10.         | Simone Ravanelli     | Italien     | Androni Giocattoli-Sidermec        | 8 P.        |

| Nachwuchswertung | Nachwuchswertung       | Nachwuchswertung | Nachwuchswertung      | Nachwuchswertung  |
| Fahrer           | Fahrer                 | Land             | Team                  | Zeit              |
| ---------------- | ---------------------- | ---------------- | --------------------- | ----------------- |
| 1.               | Attila Valter          | Ungarn           | Groupama-FDJ          | 26 h 59 min 18 s  |
| 2.               | Remco Evenepoel        | Belgien          | Deceuninck-Quick Step | + 11 s            |
| 3.               | Egan Bernal            | Kolumbien        | Ineos Grenadiers      | + 16 s            |
| 4.               | Alexander Wlassow      | Russland         | Astana-Premier Tech   | + 24 s            |
| 5.               | Daniel Felipe Martínez | Kolumbien        | Ineos Grenadiers      | + 1 min 06 s      |
| 6.               | Tobias Foss            | Norwegen         | Jumbo-Visma           | + 1 min 53 s      |
| 7.               | Jai Hindley            | Australien       | Team DSM              | + 3 min 29 s      |
| 8.               | Gino Mäder             | Schweiz          | Bahrain Victorious    | + 3 h 30 min 00 s |
| 9.               | Harold Tejada          | Kolumbien        | Astana-Premier Tech   | + 4 h 13 min 00 s |
| 10.              | João Almeida           | Portugal         | Deceuninck-Quick Step | + 4 h 49 min 00 s |

| Mannschaftswertung | Mannschaftswertung    | Mannschaftswertung     | Mannschaftswertung |
| Team               | Team                  | Land                   | Zeit               |
| ------------------ | --------------------- | ---------------------- | ------------------ |
| 1.                 | Bahrain Victorious    | Bahrain                | 80 h 59 min 58 s   |
| 2.                 | Ineos Grenadiers      | Vereinigtes Königreich | + 39 s             |
| 3.                 | Team BikeExchange     | Australien             | + 2 min 48 s       |
| 4.                 | Trek-Segafredo        | Vereinigte Staaten     | + 3 min 48 s       |
| 5.                 | Deceuninck-Quick Step | Belgien                | + 5 min 47 s       |
| 6.                 | EF Education-Nippo    | Vereinigte Staaten     | + 6 min 10 s       |
| 7.                 | Team DSM              | Deutschland            | + 12 min 55 s      |
| 8.                 | Movistar Team         | Spanien                | + 13 min 46 s      |
| 9.                 | Jumbo-Visma           | Niederlande            | + 18 min 39 s      |
| 10.                | Astana-Premier Tech   | Kasachstan             | + 21 min 25 s      |

## Aufgaben
- Domenico Pozzovivo (Team Qhubeka Assos) nach Sturzfolgen nicht gestartet[3]